# Sanctuarium (Stuttgart)
Das Sanctuarium ist eine landschaftsarchitekonische Installation des niederländischen Konzeptkünstlers Herman de Vries an der Nordwestspitze des Leibfriedschen Gartens in Stuttgart.
Das Sanctuarium (Heiligtum) ist eine der Kunststationen, die zur Internationalen Gartenbauausstellung 1993 (IGA ’93) in der Parklandschaft des Grünen U in Stuttgart errichtet wurden und nach der Ausstellung erhalten blieben.
Hinweis: Ziffern in Klammern, z. B. (12), verweisen auf die entsprechenden Nummern im Plan des Leibfriedschen Gartens.

## Lage

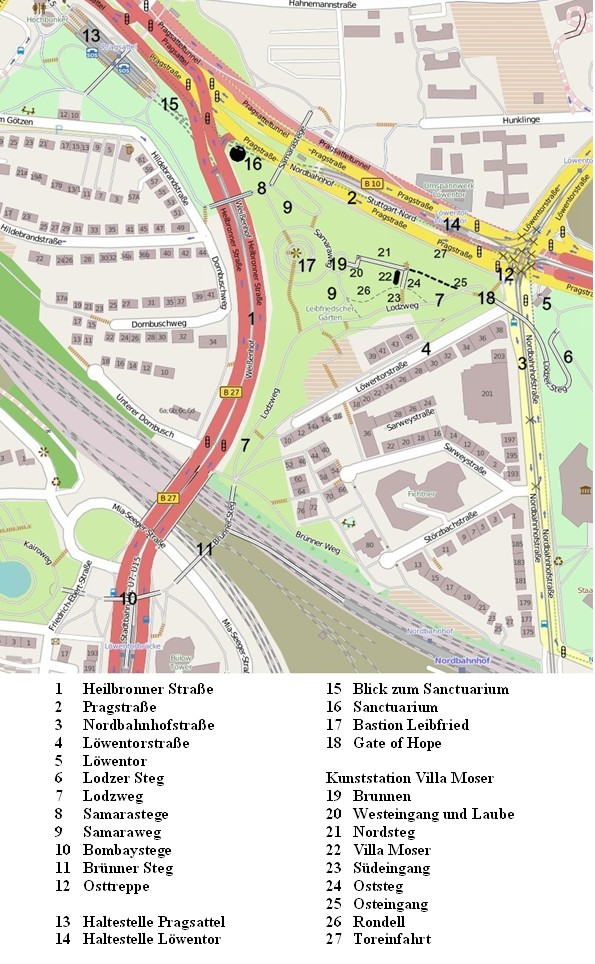
Plan des Leibfriedschen Gartens.

Das Sanctuarium (16) liegt im Stuttgarter Stadtbezirk Stuttgart-Nord am Pragsattel an der Nordwestspitze des Leibfriedschen Gartens und bildet einen Gegenpol zum Gate of Hope (18) von Dan Graham in der Ostecke des Parks. Unterhalb trifft die Heilbronner Straße (1) auf die Pragstraße (2), beide zählen zu den am stärksten befahrenen Straßen Stuttgarts.

„Just in diesem Winkel, zwischen den sich die Hänge herauf- und herabwälzenden Blechschlangen, mitten in der Dunstglocke der Abgase, hat Herman de Vries sein Heiligtum, sein Sanctuarium errichtet.“

## Zugang
Das Sanctuarium kann man auf mehreren Wegen erreichen (Weg 1 und 3 sind auch für Behinderte geeignet):
1. Die südlich gelegenen Samarastege (8) überbrücken die Heilbronner Straße und die Pragstraße. Von diesen Stegen aus hat man einen guten Blick auf das Sanctuarium.
2. Wenn man an der Einmündung des Samarawegs (9) in die Samarastege weiter nordwestlich durch das Gelände geht, gelangt man direkt an das Sanctuarium.
3. Die nach außen noch am wenigsten zugewachsene Ansicht beobachtet man besser aus weiterer Entfernung. Dazu begibt man sich von der Stadtbahnhaltestelle Pragsattel aus nach Südosten in Richtung Heilbronner Straße (1) auf eine kleine Kuppe (15), von wo aus man einen guten Blick auf das Sanctuarium hat.

## Beschreibung
Das Sanctuarium ist ein kreisrunder Bezirk in einem toten Winkel des Leibfriedschen Gartens. Es wird von einem torlosen Zaun eingeschlossen, der aus ca. 170 Stahlstäben von 2,85 m Höhe besteht. Die Spitzen der braunschwarzen, teilweise angerosteten Stahlstäbe sind zu Lanzen geschmiedet und mit Blattgold vergoldet. Der Zaun setzt sich aus ca. 25 gebogenen, im Boden verankerten Gitterteilen von ca. 1,40 m Breite zusammen, die durch Querbänder unten und oben zusammengehalten werden und miteinander vernietet sind.

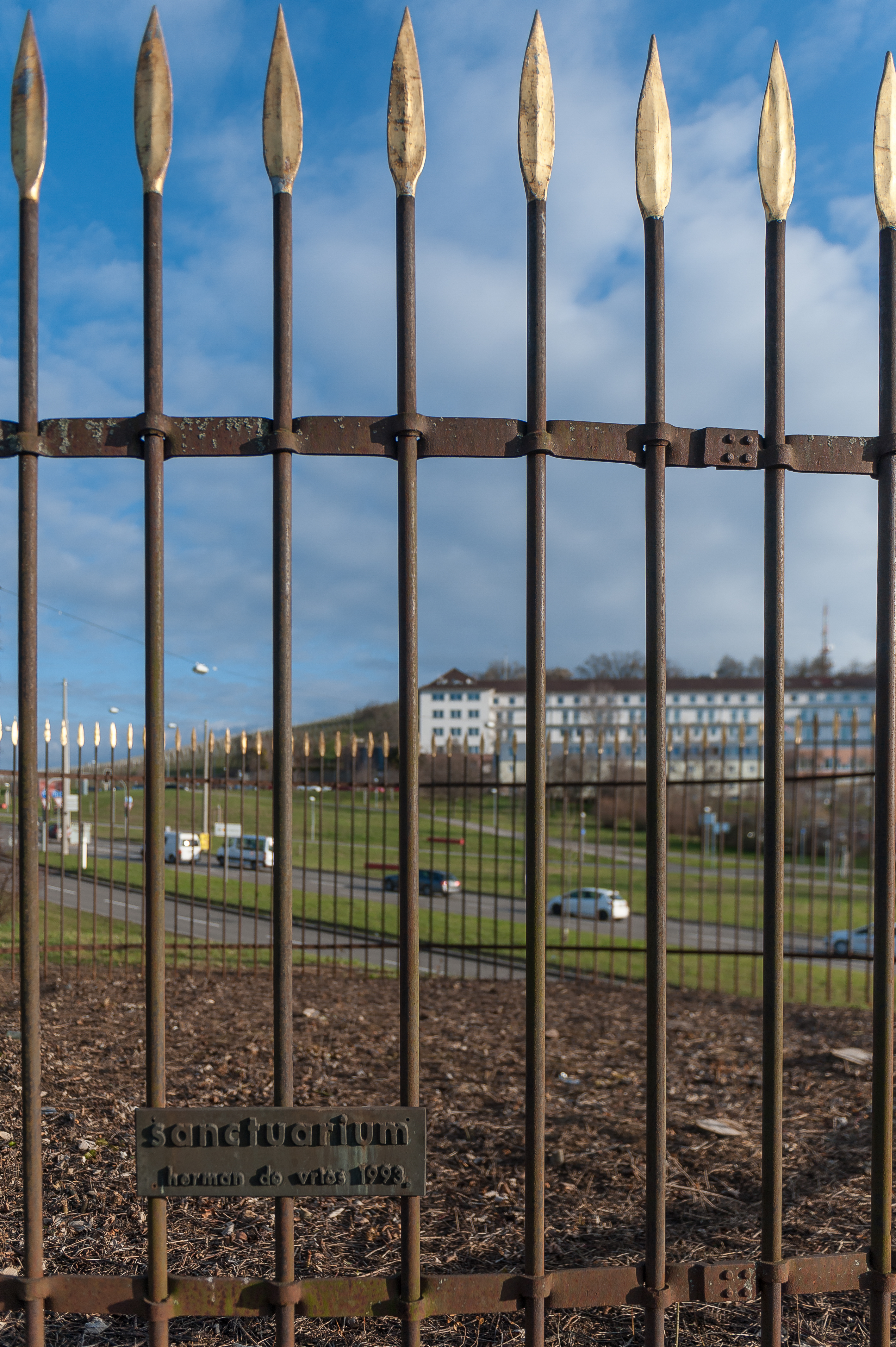
Ausschnitt des Zaungitters, 2018
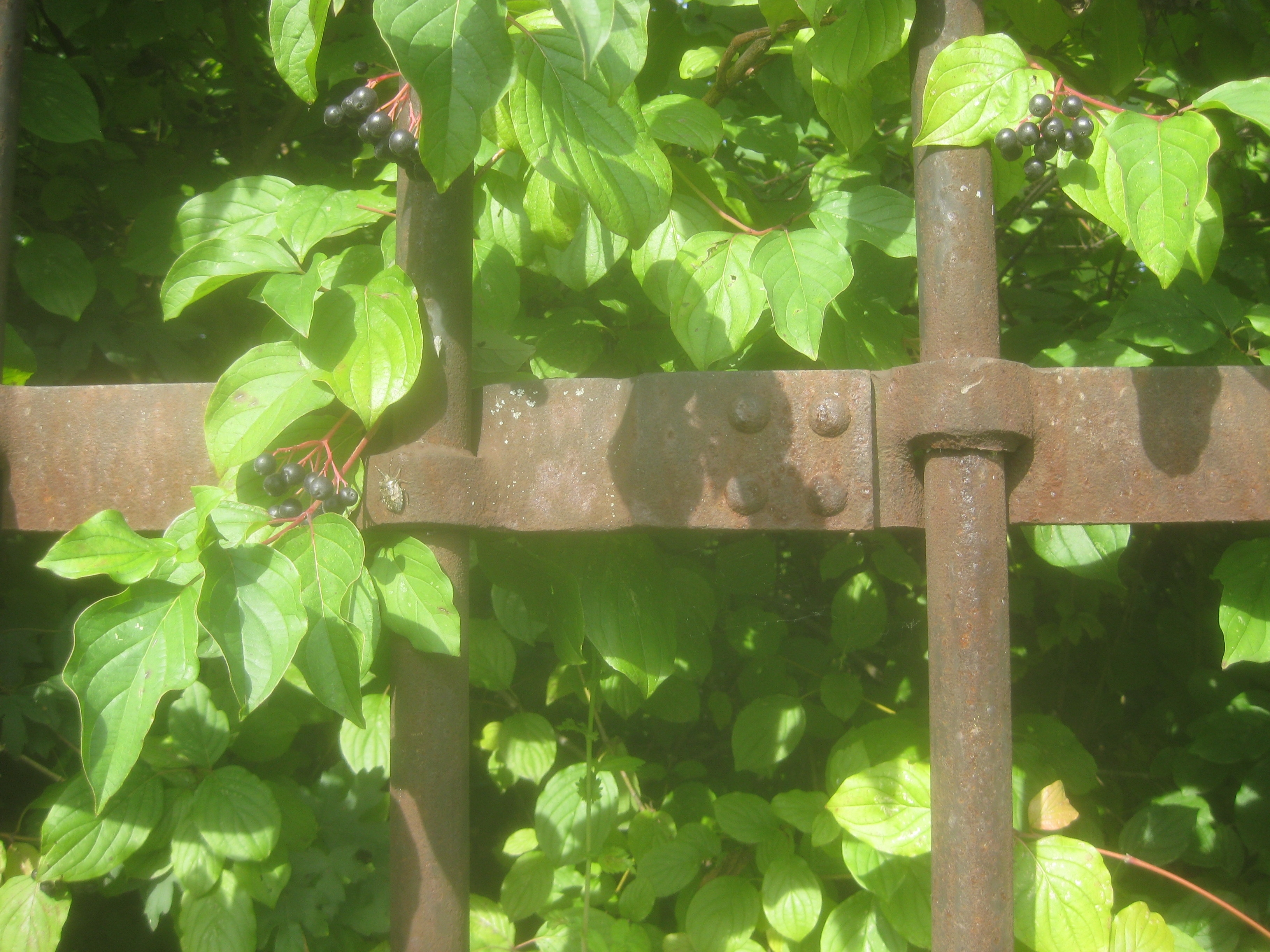
Nietstelle zwischen zwei Gitterteilen.

Das Sanctuarium war 20 Jahre nach seiner Installation im Jahr 1993 entsprechend der Intention seines Schöpfers wie ein Urwald dicht bewachsen (siehe Konzept). Die Zaunpfosten wurden noch zu Anfang 2018 von drei mittelhohen Bäumen überragt, dazwischen war „munter und nonchalant emporwuchernd“ Unkraut und Gestrüpp ohne Struktur zu erkennen, wie es die Seite des Stuttgarter Bürgerservice beschreibt. Vor allem Hundsrose, Roter Hartriegel und Waldrebe konnten sich hier ungehindert ausdehnen, quollen auch zum Zaun heraus und verdeckten ihn.
Kurz vor Ostern 2018 wurde diese Vegetation, die nach Aussage des Künstlers das eigentliche Kunstwerk darstellt, durch das Garten- und Friedhofsamt der Landeshauptstadt Stuttgart bis auf den Boden zurückgeschnitten. Herman de Vries sah in diesem Vorgehen einen Kulturfrevel. Sein Konzept sei gestört und man habe es nicht respektiert. Der Leiter des Gartenamts rechtfertigte die Aktion dagegen mit einem Pflegekonzept, nach dem alle fünf bis sieben Jahre ein Rückschnitt innerhalb des Sanctuariums vorgesehen sei. De Vries bestreitet, dass dies so mit ihm abgestimmt gewesen sei, und wollte rechtliche Schritte prüfen.

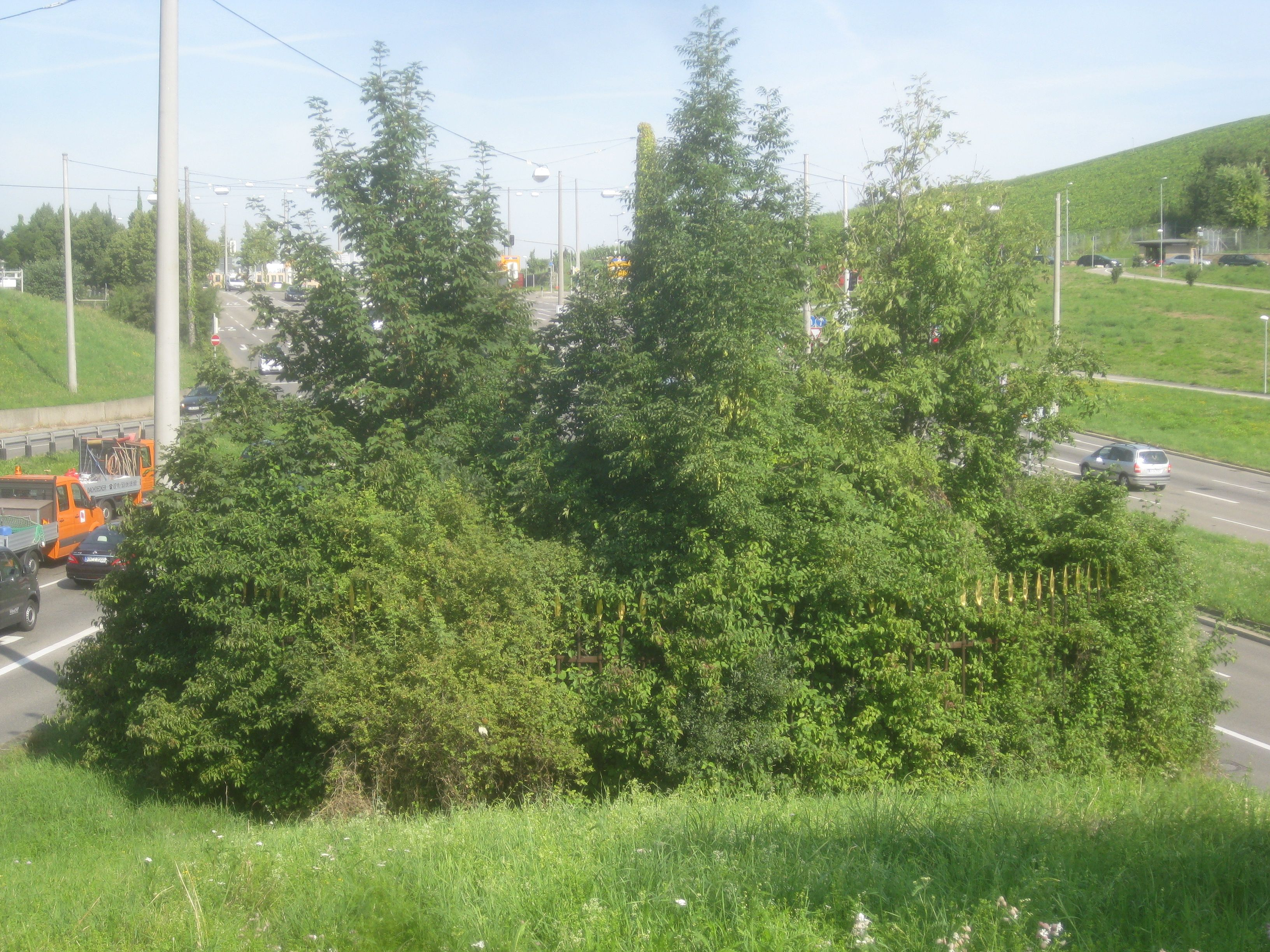
Bewuchs: Büsche und drei Bäume
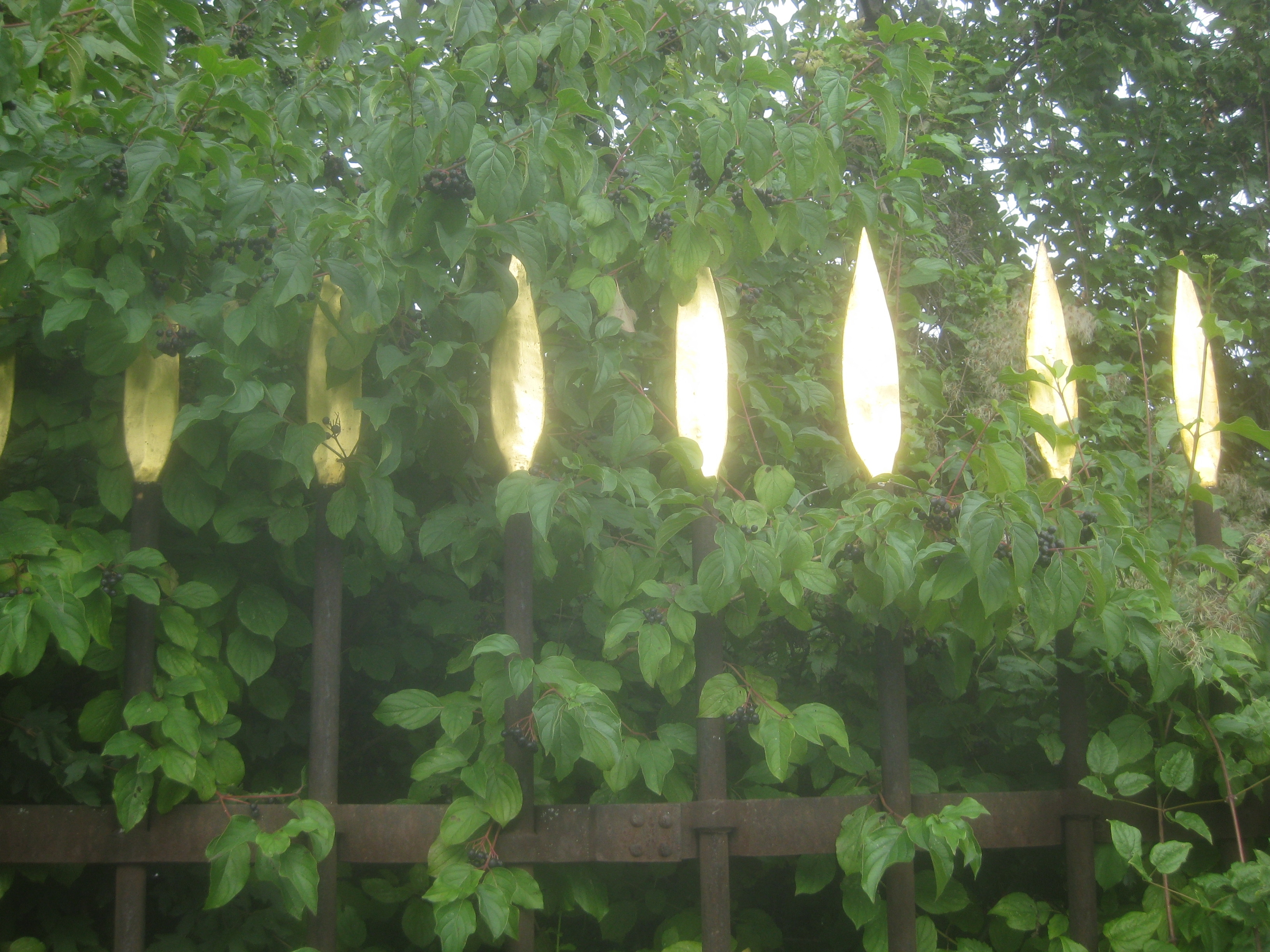
Bewuchs: Roter Hartriegel und Waldrebe
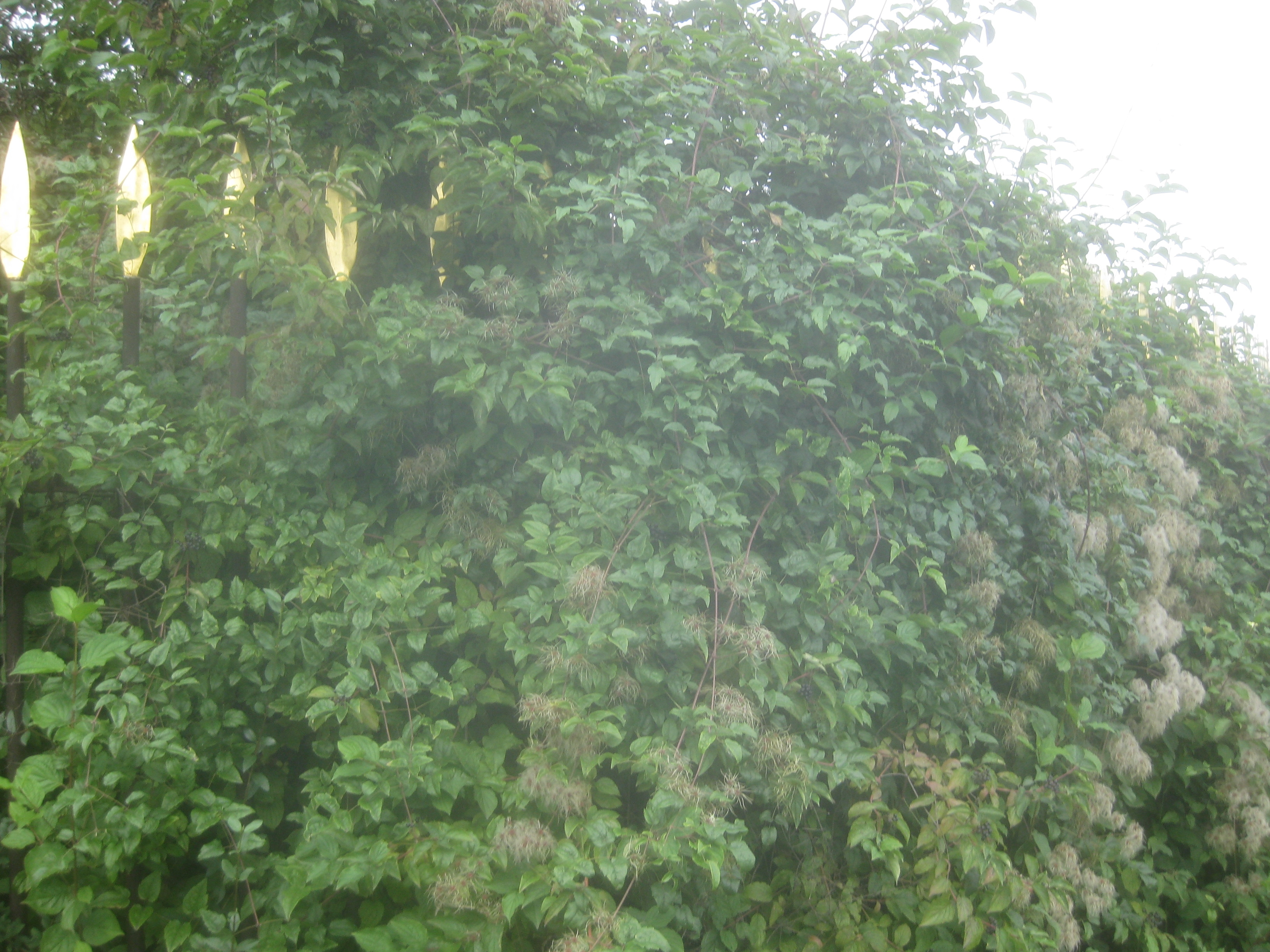
Bewuchs: Hundsrose und Waldrebe
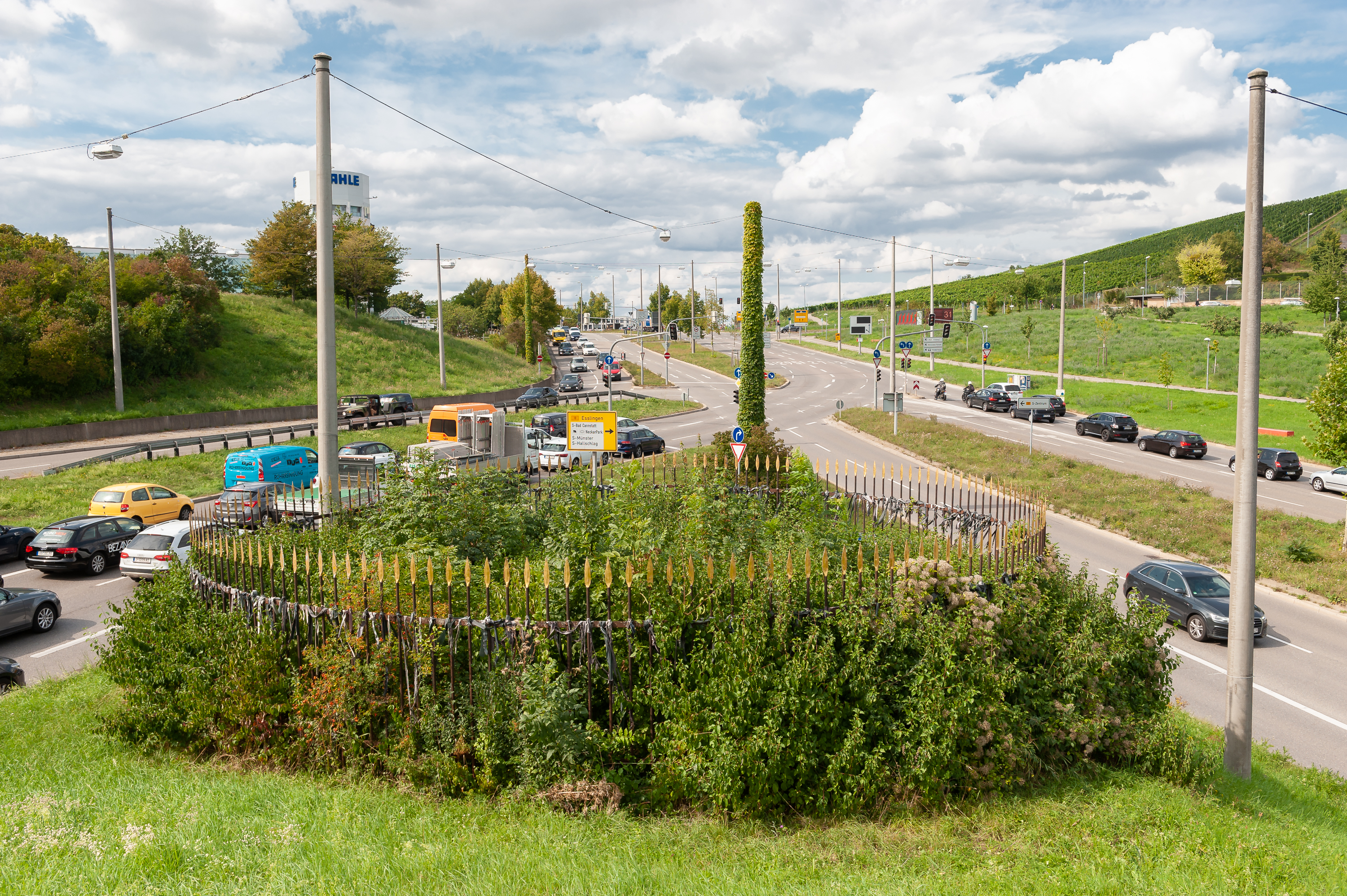
Neuer Bewuchs (Sept. 2019)

## Konzept
Nach Herman de Vries lagen dem Entwurf zu seinem Sanctuarium u. a. folgende Leitgedanken zugrunde:
- „Das »Sanctuarium« ist ein respektierter und geschützter Raum. Der Schutz findet mittels eines schweren Stahlzauns statt […]. In diesem Raum ist die Natur frei von menschlichen Eingriffen, ein Schutzraum zur Naturmanifestation in einer extremen Umgebung. […]. Dazwischen ist das »Sanctuarium« völlig anders. Der Inhalt jetzt, Frühling 1993 noch ganz leer. Eine vielversprechende Leere. Was wird die Natur hier tun? Sicher wird sie etwas tun, geschehen lassen, auch in dieser giftigen Abgasatmosphäre wird sie sich ohne unser Zutun manifestieren.“
- „So ist dies Stuttgarter »Sanctuarium« auch eine Herausforderung zum Schauen und Reflektieren und es ist an dieser Stelle auch ein sich zur Wehr stellen gegen eine Bedrohung durch unsere zu einseitig entwickelte technologisch-kommerzielle Kultur, und meinerseits sehe ich das auch als eine kulturelle Wahl in der Erkenntnis der Unwissenheit und der Notwendigkeit zur Ensicht.“
- „Die Pflanzenwelt, die sich im »Sanctuarium« entwickeln wird, wird am Anfang gering sein. »Unkraut« werden es einige bei oberflächlicher Betrachtung nennen, jedoch kommt dieser Terminus aus einem ganz anderen Zusammenhang […], nämlich aus der Situation der auf landwirtschaftliche Produktion eingerichteten Garten- und Ackerfläche. Hier hat der Mensch einen Zustand geschaffen wo bestimmte Gewächse in gross- oder kleinflächiger Monokultur (Kultur!) andere Pflanzen als Konkurrenten bekämpfen müssen.“
- „Die Kunst ist aber nicht an erster Stelle im Entwurf des Stahlzauns und seiner Ausführung zu sehen. Das ist der Rahmen. Das wichtigste findet innerhalb dieses Zaunes statt. Es sind die Pflanzen die sich da ansiedeln, besonders die allerersten kleinen.“